# Kenttäjärvi (Gällivare socken, Lappland, 741339-172235)
Kenttäjärvi är en sjö i Gällivare kommun i Lappland och ingår i Råneälvens huvudavrinningsområde.